# Verrucaria pachyderma
Verrucaria pachyderma är en lavart som först beskrevs av Arnold, och fick sitt nu gällande namn av Arnold. Verrucaria pachyderma ingår i släktet Verrucaria, och familjen Verrucariaceae. Arten är reproducerande i Sverige.